# تيمباكو-كو
تيمباكو-كو (باليابانية: 天白区) هو حي في اليابان، يقع في ناغويا، بلغ عدد سكانه 164,109 نسمة وذلك حسب إحصائيات سنة 2017، تبلغ مساحته 21.62 كيلومتر مربع.